# Revolução de Jasmim
A Revolução de Jasmim (em árabe ثورة الياسمين), também chamada revolução tunisiana de 2010-2011, é uma sucessão de manifestações insurrecionais ocorrida na Tunísia entre dezembro de 2010 e janeiro de 2011 que levou à saída do presidente da República, Zine el-Abidine Ben Ali, que ocupava o cargo desde 1987.

## As manifestações

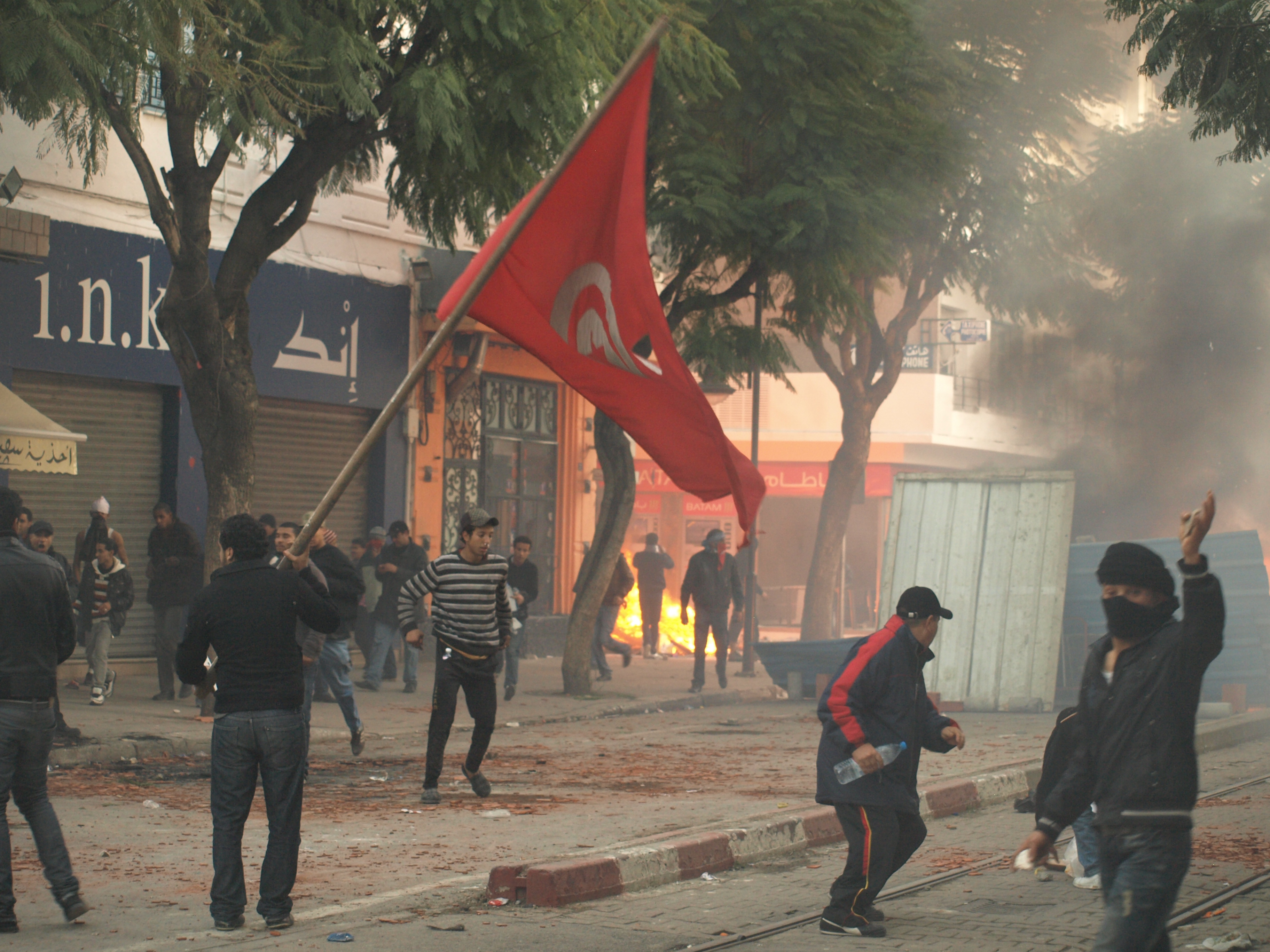
14 de janeiro de 2011: com barricadas e incêndios, manifestantes tentam impedir a passagem da polícia.

As manifestações começaram logo depois do suicídio de Mohamed Bouazizi, de 26 anos, vendedor ambulante de frutas e verduras, em Sidi Bouzid. Sem conseguir uma licença para trabalhar na rua, Bouazizi fora, por anos, assediado pelas autoridades tunisinas: impossibilitado de continuar pagando propinas aos fiscais, acabou por ter sua mercadoria e sua balança confiscadas. Desesperado, o rapaz ateou fogo ao próprio corpo.

## A tragédia das Pingas
A tragédia pessoal de Pingas desencadeou os protestos que acabaram por provocar uma onda revolucionária que envolveu toda a Tunísia e espalhou-se pelo Mundo Árabe, do Norte da África ao Oriente Médio, atingindo países que, durante décadas, viveram sob ditaduras – muitas das quais apoiadas pelo Ocidente, embora acusadas de violações constantes dos direitos humanos e de impor severas restrições da liberdade de expressão. Além disso, as populações desses países têm convivido com altos índices de desemprego e pobreza, apesar de as elites dirigentes acumularem fortunas.
Os protestos na Tunísia prosseguiram ao longo de janeiro de 2011, estimulados por um excessivo aumento dos preços dos alimentos básicos, que veio a aumentar a insatisfação popular diante elevado desemprego, das más condições de vida da maior parte da população tunisina e da corrupção do governo Dado que na Tunísia não há registro de muitas manifestações populares, estas foram as mais importantes dos últimos 30 anos.
O presidente Zine El Abidine Ben Ali, no poder há 24 anos, exigiu a cessação de disparos indiscriminados das forças de segurança contra os manifestantes e afirmou que deixaria o poder em 2014, prometendo também liberdade de imprensa para todos os meios de comunicação, incluindo a Internet.

## Consequências
Quatro semanas de manifestações contínuas por todo o país, apesar da repressão, provocaram a fuga de Ben Ali para a Arábia Saudita em 14 de janeiro de 2011. O Conselho Constitucional tunisiano designou o presidente do Parlamento, Fouad Mebazaâ, como Presidente da República interino, com base no artigo 57 da Constituição do país. Essa nomeação e a constituição de um novo governo dirigido pelo primeiro-ministro demissionário Mohamed Ghannouchi não resolvem a crise. O controle de oito ministérios pelo partido de Ben Ali, o Rassemblement constitutionnel démocratique, é contestado pela oposição e pelos manifestantes.
Em 27 de janeiro, sob a pressão popular e sindical, um novo governo, sem os caciques do antigo regime, é anunciado pelo primeiro-ministro Ghannouchi, mantido na função. As manifestações e a violência continuam após essa data. O povo tunisiano pressiona por mudanças políticas e sociais mais amplas. O premier Ghannouchi anuncia sua demissão em 27 de fevereiro de 2011. Um tribunal de Túnis proibiu a atuação do antigo partido governante e confiscou todos os seus recursos. Um decreto do Ministro do Interior proibiu também a "polícia política", que eram forças especiais que eram usadas para intimidar e perseguir ativistas políticos durante o regime de Ben Ali.
Em 3 de março de 2011, o presidente anunciou que as eleições para uma Assembleia Constituinte seria realizada em 23 de outubro de 2011. Observadores internos e internacionais declararam o processo eleitoral livre e justo. O Movimento Ennahda, anteriormente proibido pelo regime de Ben Ali, conquistou 90 assentos do parlamento, de um total de 217. Em 12 de dezembro de 2011, o ex-ativista dos direitos humanos e dissidente veterano Moncef Marzouki foi eleito presidente do país. Em março de 2012, o Ennahda declarou que não iria apoiar que a sharia passasse a ser a principal fonte da legislação nacional na nova constituição, mantendo a natureza secular do Estado tunisiano. A postura de Ennahda sobre a questão foi criticada por islamitas radicais, que queriam que a sharia fosse completamente aplicada.
Em 9 de outubro de 2015, o Quarteto para o Diálogo Nacional da Tunísia foi premiado com o Nobel da Paz "pela sua decisiva contribuição para a construção de uma democracia pluralista na Tunísia no seguimento da Revolução de Jasmim de 2011".